# Petr Chaloupský
Petr Chaloupský (* 25. listopadu 1964 Praha) je český varhaník, hudební skladatel, dirigent, spisovatel a dominikánský terciář.

## Život a dílo
Vystudoval v roce 1987 ČVUT fakultu pozemního stavitelství a souběžně získal hudební vzdělání v oboru hry varhanní, klavírní a v oboru hudební kompozice a improvizace. Jako ředitel kůru, skladatel a varhaník působí v kostele sv. Jiljí v Praze, a zároveň jako dirigent a sbormistr je činný ve Schole Dominicana. Jeho žena Eva, také dominikánská terciářka, je vnučkou katolické aktivistky a osoby vězněné komunistickým režimem Marie Kovalové. Chaloupský o Kovalové napsal biografickou publikaci Kdo nás odloučí od lásky Kristovy?. Své skladby publikuje na osobním webu.